# كفر الزيات (مركز)
مركز كفر الزيات مركز إداري مصري. يقع في محافظة الغربية الواقعة شمال جمهورية مصر العربية في دلتا النيل. القاعدة الإدارية للمركز هي مدينة كفر الزيات.

## التاريخ

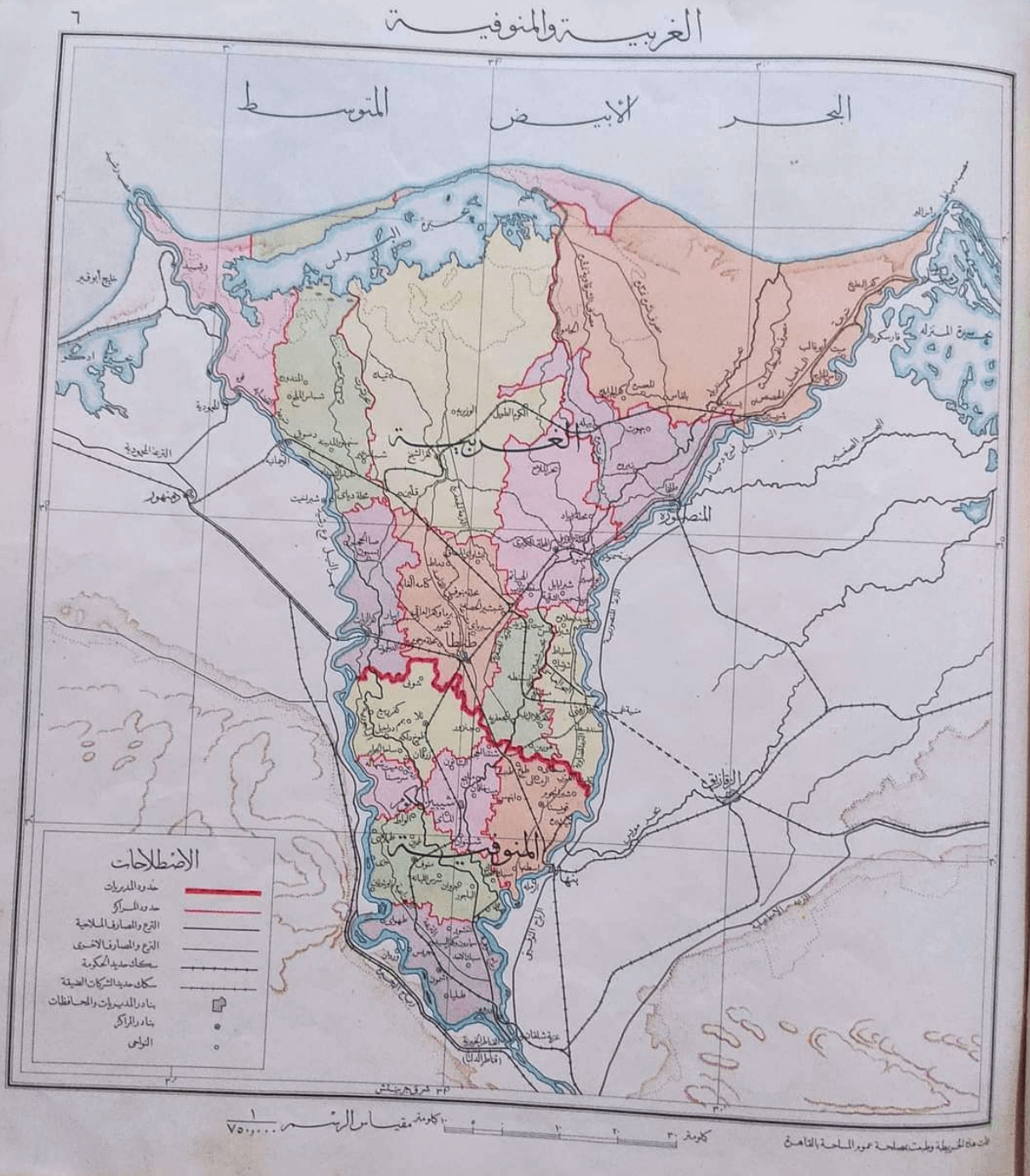
خريطة تظهر المركز باللون البنفسجي في عام 1914 قبل إنشاء مركز بسيون

كانت بسيون قاعدة قسم بسيون الذي أنشئ عام 1826، ثم نقلت سنة 1871 إلى مدينة كفر الزيات لاتصالها بخط السكة الحديد وسمي بمركز كفر الزيات في سجل نظارة الداخلية ولكن لم يغير في سجل نظارة المالية حتى عام 1896. ضم إلى المركز 16 قرية من مركز تلا بمديرية المنوفية في 1 يناير 1897.
ضم للمركز قرية مشال من مركز قطور في 26 يوليو 1949. صدر قرار إعادة إنشاء مركز بسيون في 20 أغسطس 1950 مكونًا من 21 بلدة أربع عشر منها من مركز كفر الزيات. ضم إلى المركز قرى حصة أكوة وأكوة الحصة وقصر بغداد وكفر الأشقر وكفر أخشا ومشلة وكفر سليمان في 6 أبريل 1955 من مركز تلا بمديرية المنوفية. ألغيت وحدة كفر الدجوية واعتبرت القرية عزبة تابعة لأسديمة في عام 1962.

## الاقتصاد
يزرع في المركز العديد من المحاصيل مثل القمح والبطاطس والأرز. يوجد في مركز كفر الزيات 6279 وحدة حيوانية أي 8% من إجمالي المحافظة في 2019، و58 منشأة غذائية في 2017. يوجد بالمركز شونة قرية أبو الغر بكفر الزيات والتي سعتها التخزينية 1500 طن.

## التقسيم الإداري
تبلغ مساحة مركز مدينة كفر الزيات 203.44 كم2 وهو الخامس على مراكز المحافظة. وهو مكون 7 وحدات محلية (أبو الغر وأبيار وكفور بلشاى ودلبشان والدلجمون ومشلة وكفر يعقوب) و37 قرية و94 عزبة. ويرأس مدينة كفر الزيات ومركزها عادل داود منذ 28 مايو 2022 (2 سنوات و10 شهور).

## السكان
بلغ عدد سكان المركز 491,043 نسمة في تقدير 2024 أغلبهم ريفيون باستثناء سكان مدينة كفر الزيات (86,998 نسمة)، عدد الرجال منهم 249,417 والنساء 241,626 نسمة. كان عدد سكان المركز 455,856 نسمة في تعداد 2017.
| عدد السكان | السنة | عدد السكان | السنة |
| ---------- | ----- | ---------- | ----- |
| 93,422     | 1882  | 164,603    | 1960  |
| 132,422    | 1897  | 219,952    | 1976  |
| 147,971    | 1907  | 278,711    | 1986  |
| 159,238    | 1917  | 323,929    | 1996  |
| 161,343    | 1927  | 379,213    | 2006  |
| 165,459    | 1937  | 455,856    | 2017  |
| 177,793    | 1947  | 491,043    | 2024  |

### الدين
آخر تعداد مصري يذكر الدين كان تعداد 1986 والذي يتضح منه أن أغلبية السكان مسلمون (276,137 نسمة) مع أقلية مسيحية (2574 نسمة). توجد ثلاث كنائس أرثوذوكسية بالمركز هي كنيسة مارى جرجس في أكوه الحصة وكنيسة السيدة العذراء في إبيار ودير وكنيسة مارى جرجس بإبيار أيضا.

### التعليم
يوجد في كفر الزيات ومركزها 311 مدرسة إلا أنه بشكل عام يوجد عجز في عدد المدارس (عجز في 285 مدرسة) وارتفاع للكثافة العددية للطلاب في فصول مدراس المركز. نسبة الأمية بالمركز عالية إذ يبلغ عددهم 85,697 نسمة (24,3%) أما أكبر شريحة تعليمية فهم ذوي التعليم المتوسط 89,994 نسمة في تعداد 2017.